# Kościół św. Klary w Sztokholmie
Kościół św. Klary (szw. Sankta Clara kyrka lub Klara kyrka) – kościół filialny położony w centrum Sztokholmu w dzielnicy Norrmalm przy ulicy Klara Västra Kyrkogata, zbudowany na miejscu klasztoru.
Należy do Kościoła Szwecji. Wcześniej był kościołem parafialnym w parafii Klara församling, ale parafia ta została w 1989 włączona do parafii katedralnej Stockholms domkyrkoförsamling, a sam kościół ma obecnie status kościoła filialnego podlegającego Szwedzkiej Misji Ewangelickiej (szw. Evangeliska Fosterlands-Stiftelsen), która odpowiada za życie religijne i działalność w kościele.
Kościół św. Klary ma status zabytku sakralnego według rozdz. 4 Kulturminneslagen (pol. Prawo o pamiątkach kultury) ponieważ został wzniesiony do końca 1939 (3 §).

## Historia

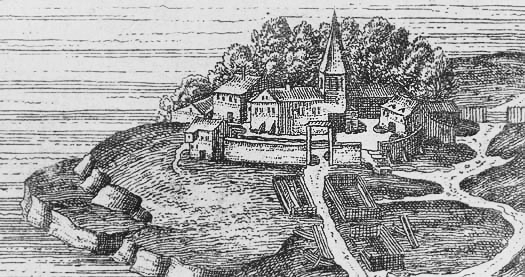
Klasztor i kościół św. Klary przed zburzeniem (rycina z 1524)

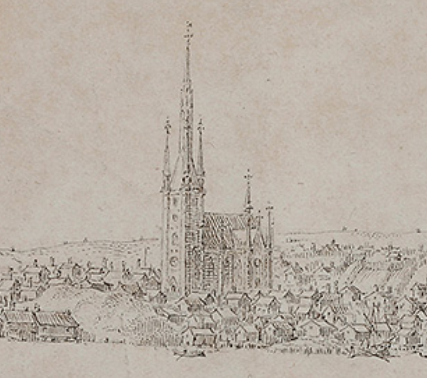
Kościół św. Klary na rycinie z XVII w.

W latach 1282–1290 w miejscu obecnego kościoła król Magnus Ladulås nakazał zbudowanie klasztoru i kościoła dla zakonu klarysek. Kościół miał wieżę zwieńczoną spiczastym hełmem.
W 1527 król Gustaw I Waza nakazał zniszczenie kościoła i klasztoru z powodów obronnych. Zdołano tylko uratować dwa skrzydła ołtarza szafkowego, zachowane do chwili obecnej. Syn króla, Jan III Waza okazał się, w przeciwieństwie do ojca, budowniczym wielu kościołów. Nakazał on zbudowanie obecnego kościoła św. Klary na miejscu zniszczonego wcześniej założenia. Wzniesienie budowli zlecił holenderskiemu budowniczemu Henrikowi van Huwen i przypuszczalnie również swemu nadwornemu architektowi Willemowi Boyowi.
Kościół został wzniesiony z cegły na planie krzyża łacińskiego z poligonalnie zamkniętym prezbiterium i wieżą zachodnią zwieńczoną wysokim hełmem. Wnętrze kościoła jest jednonawowe przekryte sklepieniem kryształowym. Od strony wschodniej i zachodniej do północnego ramienia transeptu przylegają dwie zakrystie. Do obu szczytów transeptu dobudowane zostały klatki schodowe.
Kościół (nawa, transept, prezbiterium i wieża) został zbudowany w latach 1572–1590. W 1651 wzniesiono zachodnią zakrystię, przebudowaną w 1835. Hrabina Agneta Wrede zleciła zbudowanie południowego portalu, który został ozdobiony herbami rodów Wrede i Lillie.
Klatka schodowa przy południowym ramieniu transeptu została zbudowana w 1726, prawdopodobnie według projektu architekta Görana Adelcrantza.
Pożar z 8 czerwca 1751 roku zniszczył świątynię. Zniszczeniu uległy zwłaszcza: wieża, dach, gzymsy pod dachem, okna oraz posadzka i znajdujące się pod nią grobowce. Ocalały tylko mury i sklepienia. Po pożarze kościół został odbudowany według projektu architekta i nadintendenta Carla Hårlemana. Prace rekonstrukcyjne rozpoczęły się już w dwadzieścia dni po pożarze. Otynkowano fasady kościoła a dach pokryto blachą miedzianą. Wieżę zadaszono prowizorycznym hełmem. Już w styczniu 1752 rozpoczęły się prace nad urządzeniem wnętrza. Na początku 1753 zmarł Hårleman a wkrótce potem dokonano powtórnej konsekracji kościoła. Prace rekonstrukcyjne kontynuował architekt Carl Fredrik Adelcrantz (1716–96). Zaprojektował on większą część wyposażenia wnętrza jak ołtarz główny oraz hełm wieży, który ukończono w 1768. Dobudowano też północną klatkę schodową a dach świątyni otrzymał swoją dzisiejszą formę. Prawdopodobnie w 1753 wykonano ambonę według projektu C. Hårlemana, a Johan Tobias Sergel wyrzeźbił postacie aniołów w północnej galerii.
W 1761 ukończono emporę organową zaprojektowaną przez C. F. Adelcrantza. Był on również autorem prospektu nowych organów, zbudowanych przez zakład organmistrzowski Gren och Stråle.
Wieża i fasady zawdzięczają swój dzisiejszy kształt restauracji dokonanej w latach 1884–1886 przez Helgo Zettervalla; powstały wówczas również przybudówki do wieży. Obecny wygląd wnętrza to zasługa restauracji dokonanej w latach 1906–1907 przez Agi Lindegrena. Malowidła na sklepieniu kościoła z 1904 są autorstwa wziętego malarza Olle Hjortzberga (1872–1959).
W listopadzie 1932 wykonano największe prace blacharskie na terenie Szwecji pokrywając 1400 m² hełmu wieży 1600 płytami miedzianymi, ważącymi łącznie 10 000 kg.
W 1935 naprawiono okna kościelne poprzez wstawienie nowych ołowianych ram. Zainstalowano wentylację.
W 1939 przebudowano organy powiększając je do 58 głosów.
W 1947 dokonano niewielkiej renowacji. Zbudowano m.in. okrągłą balustradę wokół ołtarza.
W latach 1963–1965 dokonano kolejnej restauracji kościoła według projektu Artura von Schmalensee i Johana Sjöströma; miała ona raczej techniczny charakter. Położono wówczas posadzkę z szarego wapienia, zejścia do krypt w ramionach transeptu zaznaczono kamiennymi płytami, zbudowano też nowe ławki.
W latach 2005–2006 dokonano renowacji wieży i wymieniono blachę na jej hełmie.

## Architektura i wyposażenie

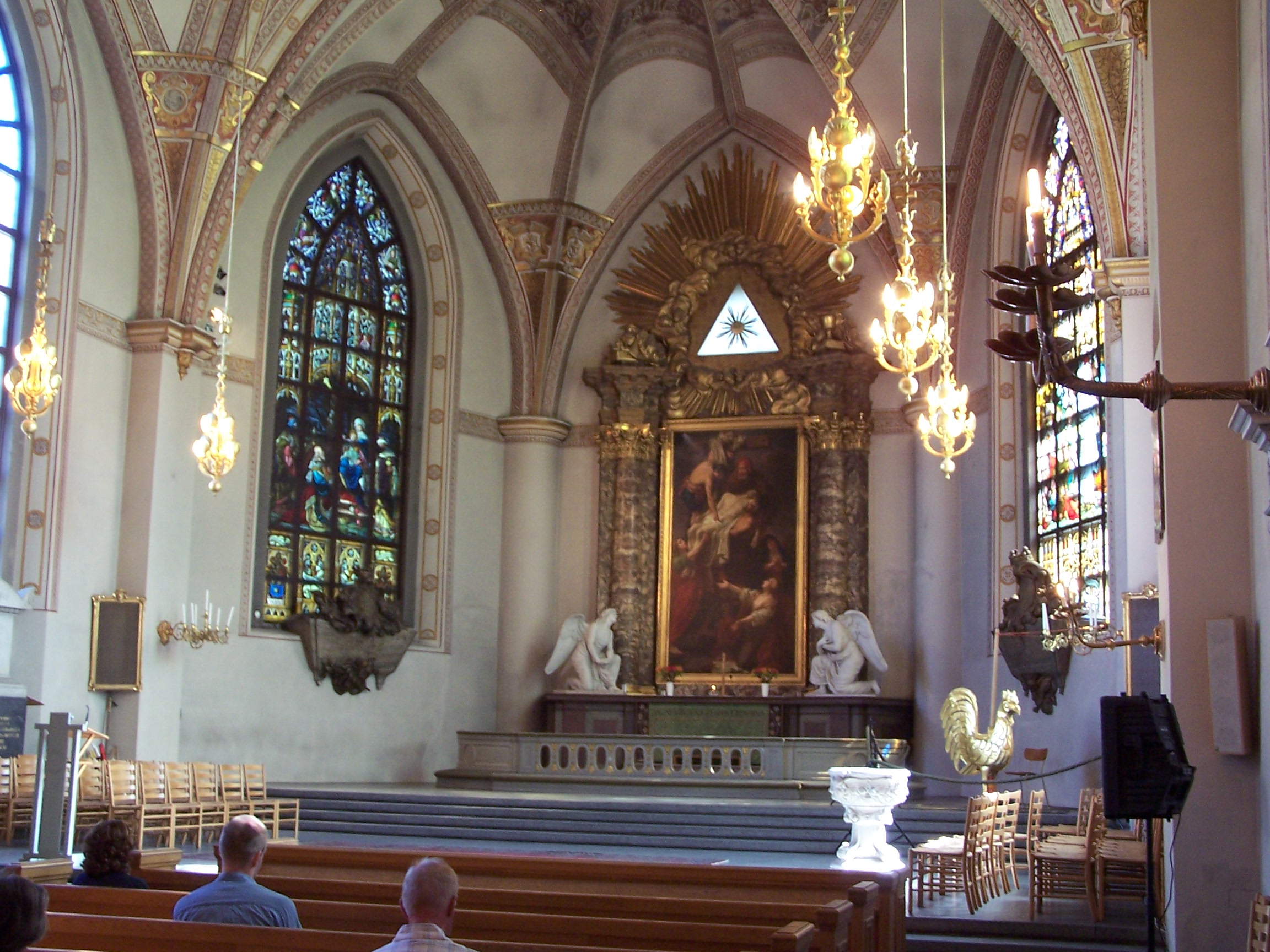
Prezbiterium z ołtarzem głównym
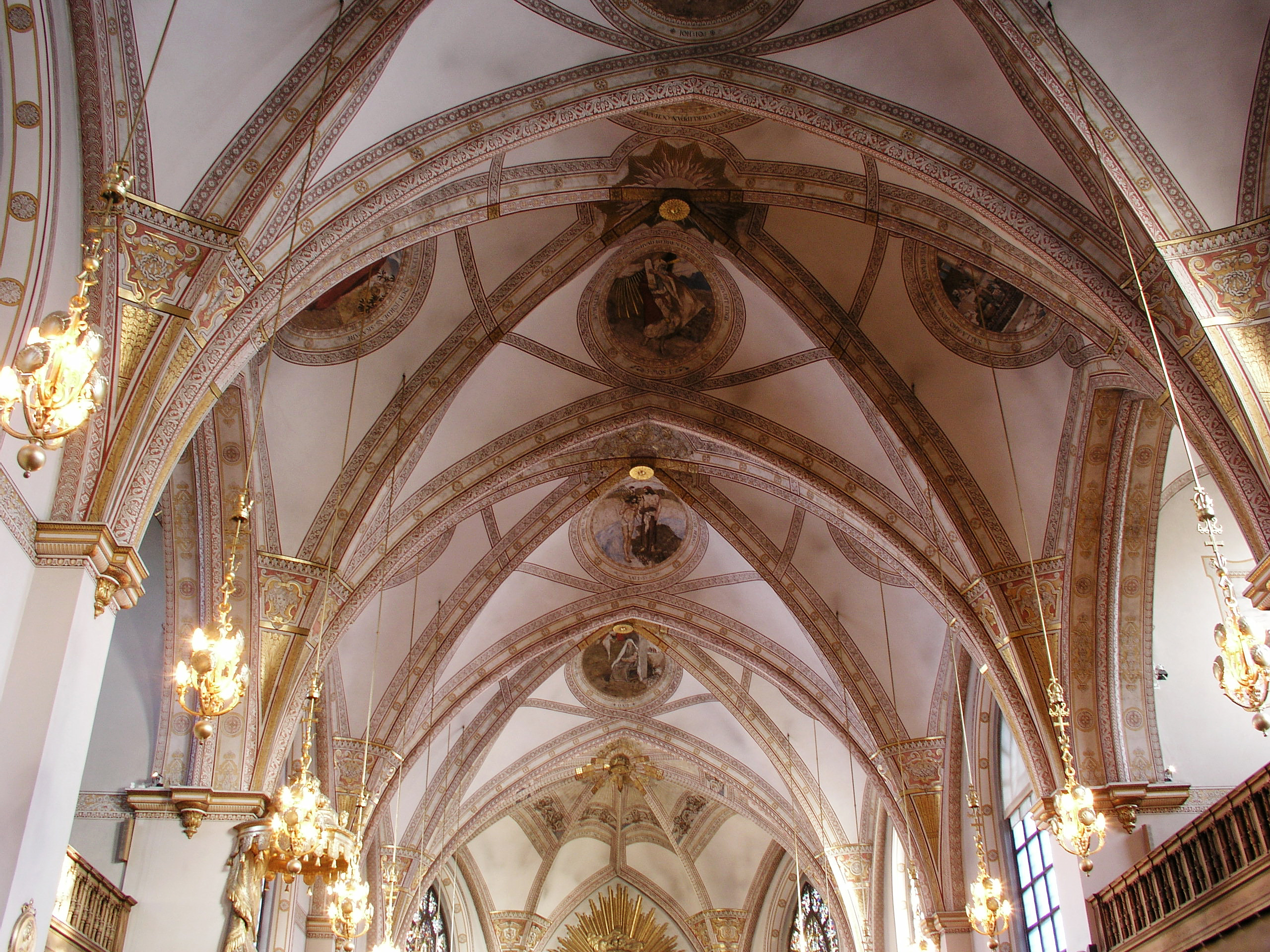
Sklepienia
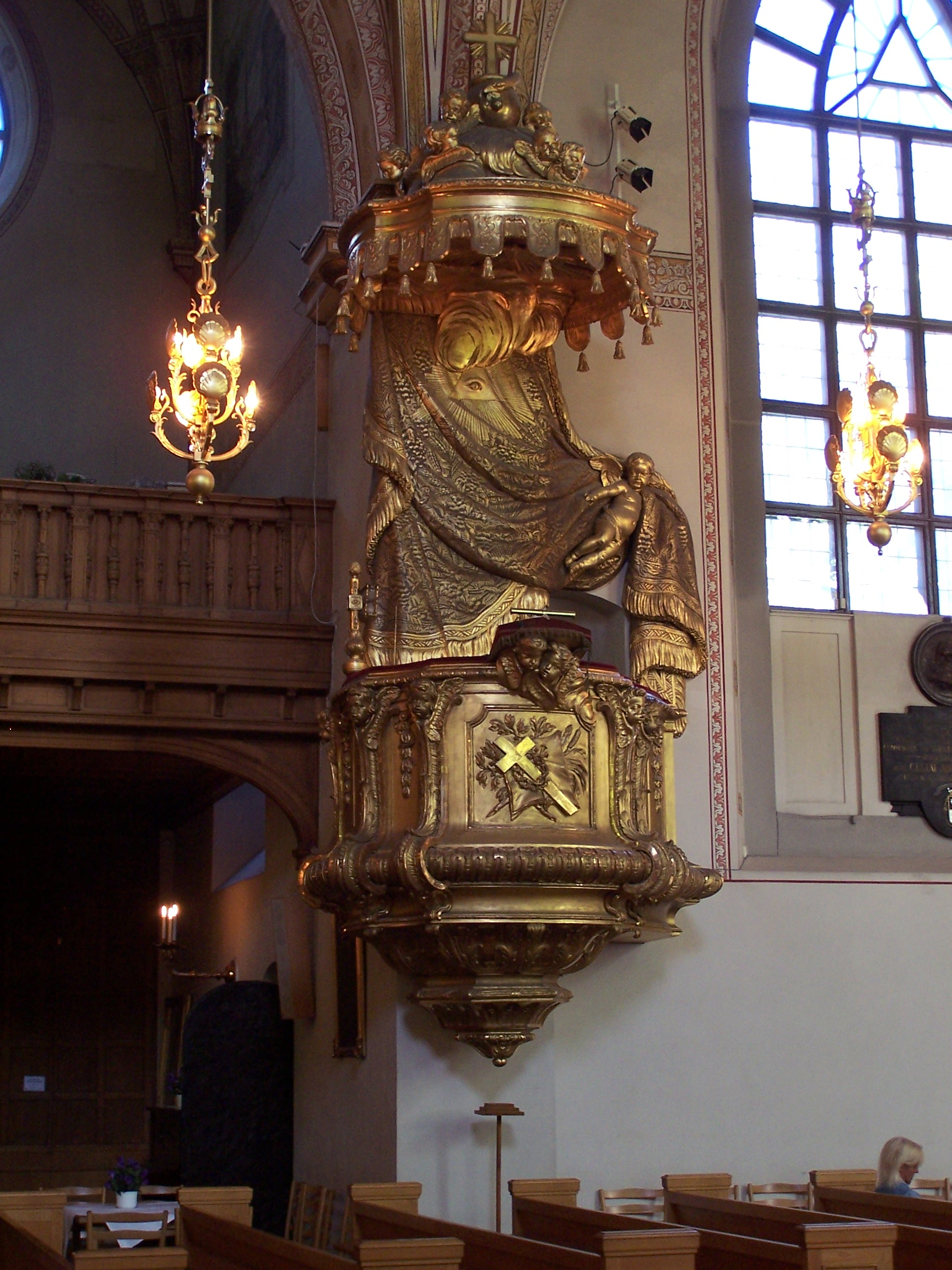
Ambona
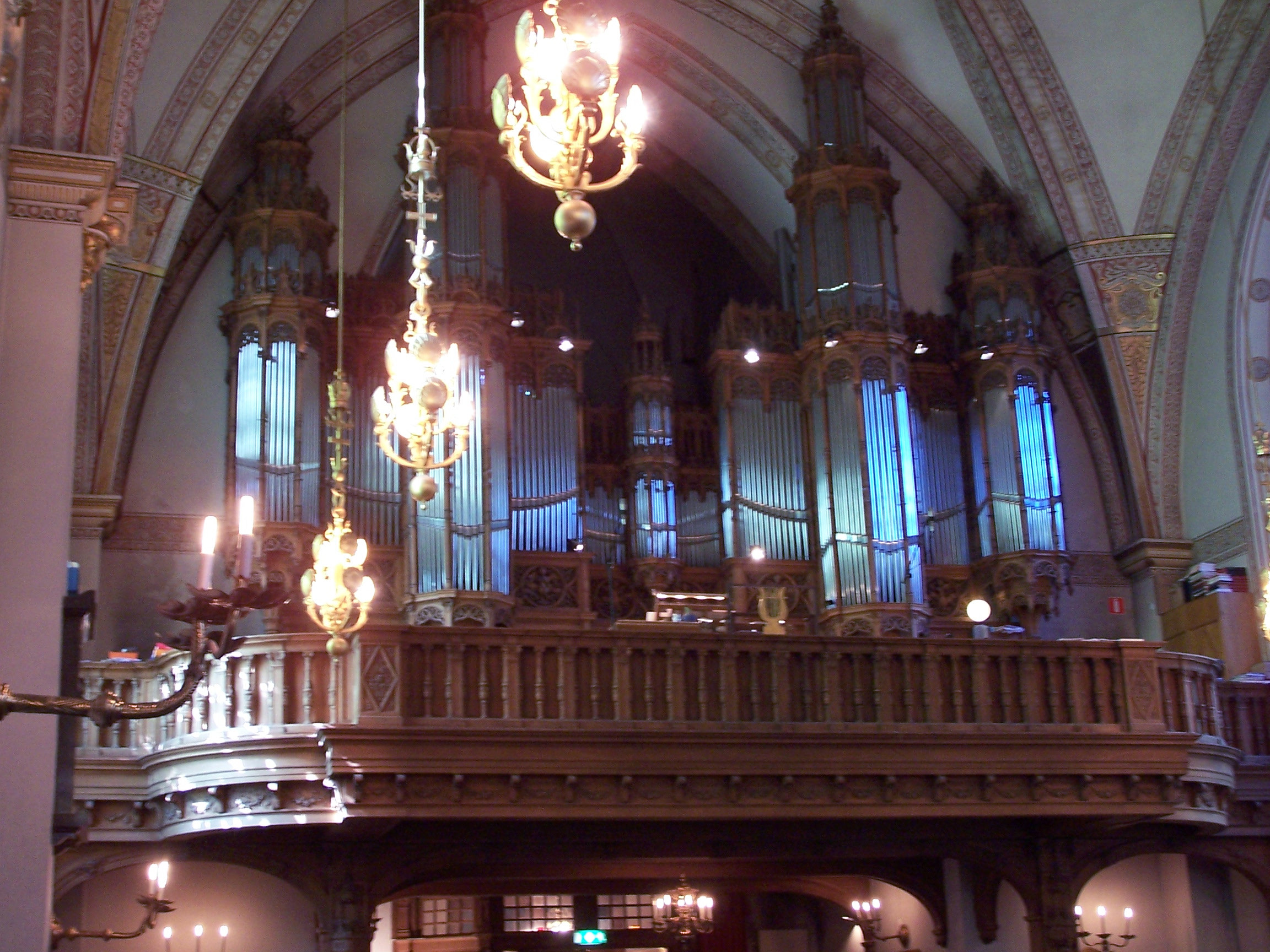
Organy

### Prezbiterium
Prezbiterium jest położone cztery stopnie wyżej w stosunku do nawy głównej. Boczne ściany prezbiterium są poprowadzone lekko ukośnie w stosunku do zamykającej je ściany wschodniej. Siedem dużych okien sprawia, że wnętrze jest pełne światła. Z lewej strony znajdują się dekoracyjne drzwi oprawione w kamiennym węgarze. Na wprost drzwi stoi chrzcielnica wykonana w 1908 przez T. Thoréna z białoszarego marmuru, ozdobiona główkami aniołów, reliefami i motywami kwiatowymi. Sklepienie w prezbiterium jest gwiaździste i wspiera się na zaokrąglonych filarach wmurowanych w ściany. Ściany są pomalowane podobnie jak i reszta świątyni. W oknach znajdują się witraże wykonane w 1888 przez zakład F.X. Zettler z Monachium.

#### Ołtarz główny
Ołtarz główny z lat 1787–1790 jest dziełem C.F. Adelcrantza. Wykonany z zielonego i brązowego wapienia ołtarz jest flankowany przez dwa klęczące po obu stronach anioły, wyrzeźbione w 1904 z białego marmuru według gipsowych oryginałów Johana Tobiasa Sergela, stojących przedtem w tym samym miejscu. Kolumny i pilastry ołtarzowe z brązowego i szarego marmuru, zwieńczone kapitelami korynckimi, wspierają łamany architraw. Całość założenia wieńczy otwór w kształcie trójkąta, doświetlający od góry ołtarz, otoczony promienistą, pozłacaną glorią i głowami aniołów.
Znajdujący się w ołtarzu obraz wyszedł w 1766 spod pędzla Jonasa Hoffmana. Przedstawia zdjęcie Chrystusa z krzyża.

### Nawa
Wnętrze kościoła jest jednonawowe. W krótkich ramionach transeptu zbudowano empory. Od strony zachodniej znajduje się empora organowa. Posadzka świątyni wykonana jest z wapienia. Pośrodku ułożono czerwony dywan, prowadzany do ołtarza. Ściany są otynkowane na biało a zdobią je malowidła autorstwa Olle Hjortzberga. Podobne malowidła, również pędzla Hjortzberga, znajdują się na żebrach i łukach sklepień. Przedstawiają one motywy biblijne ujęte w okręgi. Na posadzce ustawione są ławki z niemalowanego dębu. Nad ławkami umieszczono nowoczesne oświetlenie elektryczne natomiast na ścianach świeczniki z mosiądzu. Z lewej strony nawy znajduje się drewniana, pozłacana ambona, wykonana prawdopodobnie w 1753 według projektu Carla Hårlemansa. Jej kosz i daszek akustyczny są bogato dekorowane.
W obu ramionach transeptu znajdują się boczne wejścia do kościoła. Oba przedsionki wejściowe są wyłożone dębową boazerią. W ramieniu północnym ustawiono stoły i krzesła używane do serwowania kawy po zakończeniu nabożeństwa lub przy innych okazjach. Ze stropu zwisa duży mosiężny żyrandol. W ramieniu południowym urządzona jest niewielka kaplica z ołtarzem skierowanym na wschód. W południowo-zachodnim narożniku stoją niewielkie organy.
Empora organowa wspiera się na dwóch dębowych kolumnach pokrytych dekoracjami. Strop pod emporą jest również dębowy, kasetonowy i niemalowany. Na ścianach po obu stronach empory as malowidła pędzla Hjortzberga, przedstawiające dzieje klasztoru i kościoła ws. Klary. Ponad wszystkimi emporami umieszczono okrągłe okna.
Organy główne na emporze zachodniej mają obecnie 58 głosów i zostały zbudowane w 1907 przez zakład organmistrzowski Åkerman & Lund.
Na ścianach kościoła umieszczone są liczne epitafia. Wiele z nich wykonał w II poł. XVIII w.Jean Eric Rehn, w tym prawdopodobnie epitafium Carla Hårlemana, który z kolei jest autorem dwóch epitafiów w prezbiterium. Pomimo pożaru z 1751 przetrwała duża część naczyń liturgicznych jak m.in. kielichy mszalne i lichtarze.

### Wieża

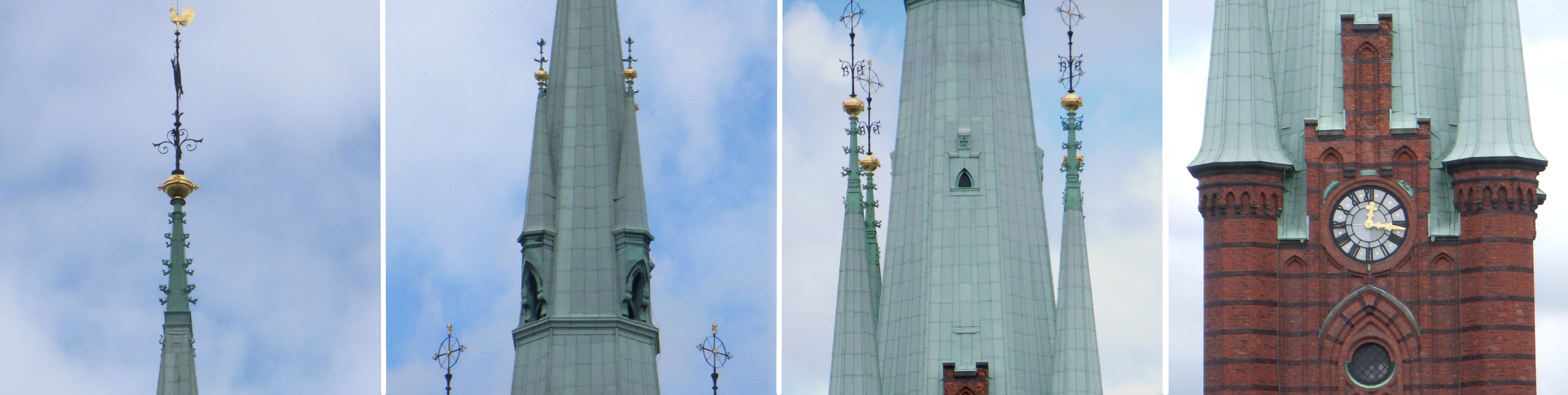
Wieża kościoła św. Klary – widok z dachu biurowca Esselte (czerwiec 2010).

Mierząca 116 m wieża jest drugą pod względem wysokości wieżą kościelną Szwecji i Skandynawii i piątym pod względem wysokości budynkiem Szwecji. Jest ona jeszcze dziś doskonale widoczna z całego miasta.
Wieża otrzymała w latach 80. XIX w. neogotycką formę z wysokim, pokrytym miedzianą blachą i zwieńczonym złotym kogutem hełmem, ostrołukowymi otworami okiennymi, pinaklami i małymi, zaokrąglonymi wieżyczkami na krawędziach trzonu. Wieżę oblicowano z czerwoną cegłą maszynową, przeplataną ciemną cegłą glazurowaną. Podstawa wieży jest z ciosanego granitu. Portal w przyziemiu jest obramowany kolumnami z szarego granitu. W tympanonie umieszczono relief przedstawiający Chrystusa otoczonego symbolami ewangelistów. Autorem rzeźb jest A. E. Brambeck. Drzwi wejściowe zostały wykonane z dębu i podzielone na niewielkie kwatery. Na wieży wiszą cztery dzwony, z których dwa zostały odlane w 1751 (jeden przez Gerharda Meyera). Dwa pozostałe zostały odlane ponownie w 1883 z trzech wcześniejszych dzwonów.

## Przykościelny cmentarz

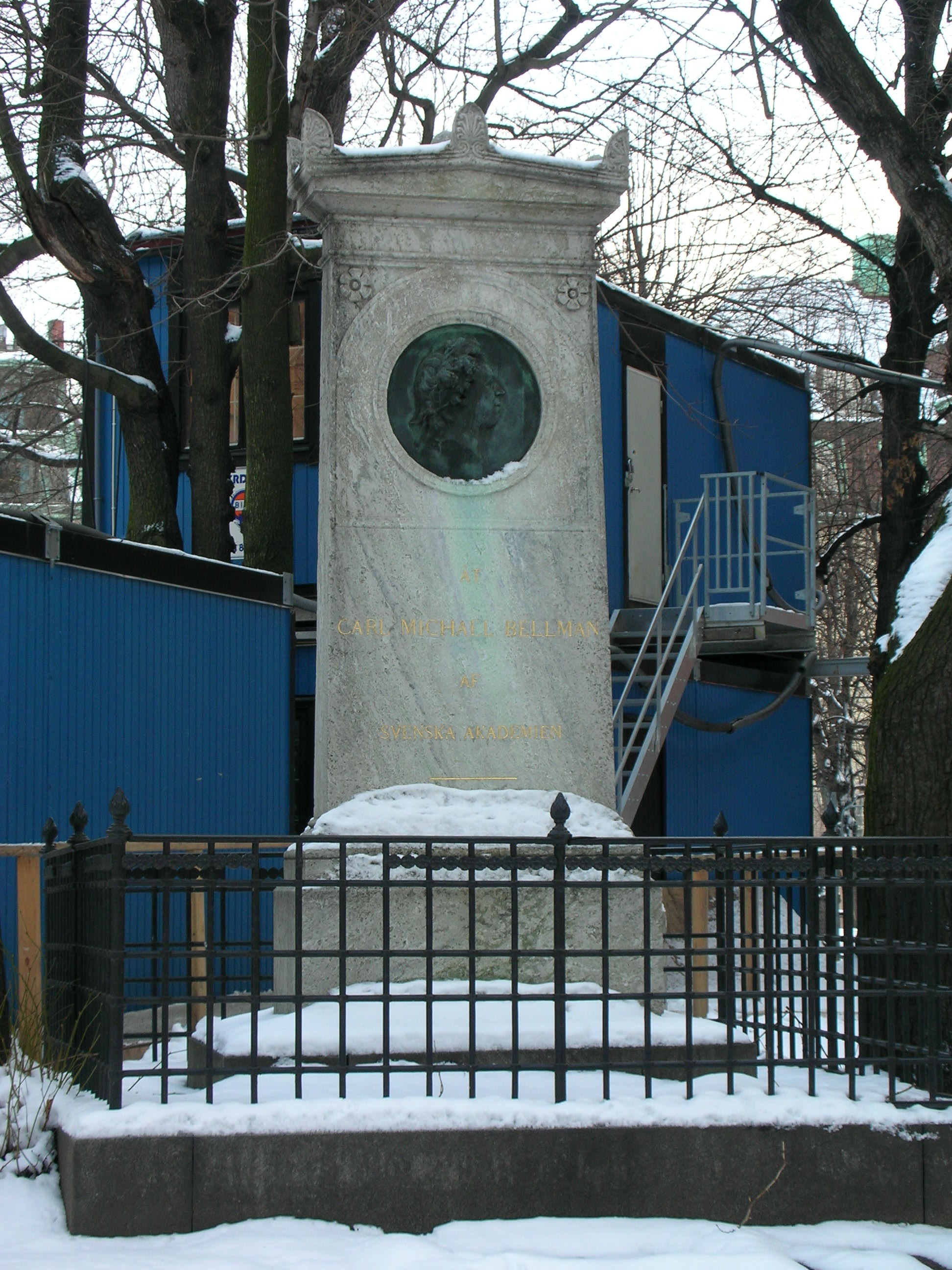
Nagrobek Carla Michaela Bellmana
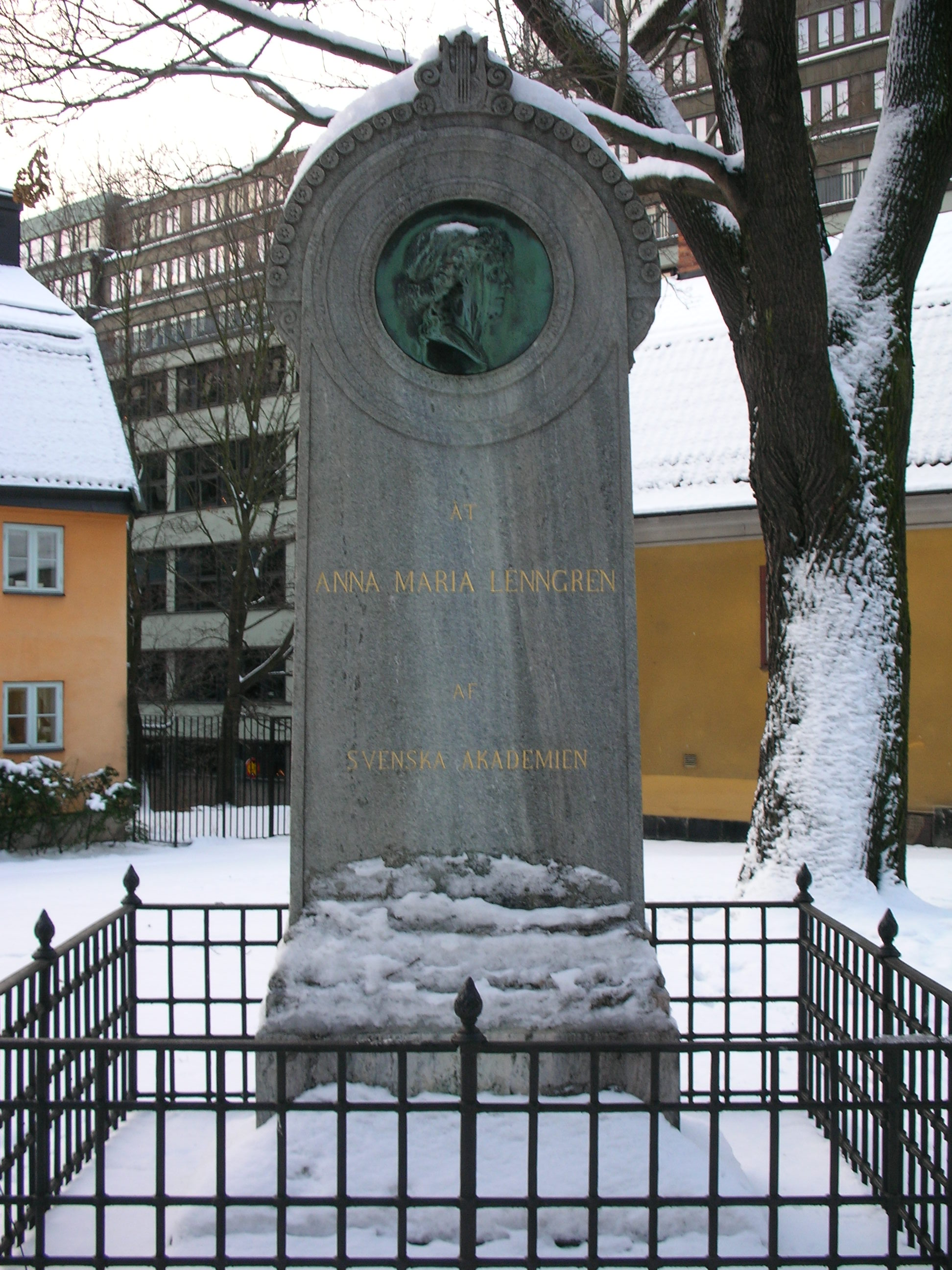
Nagrobek Anny Marii Lenngren
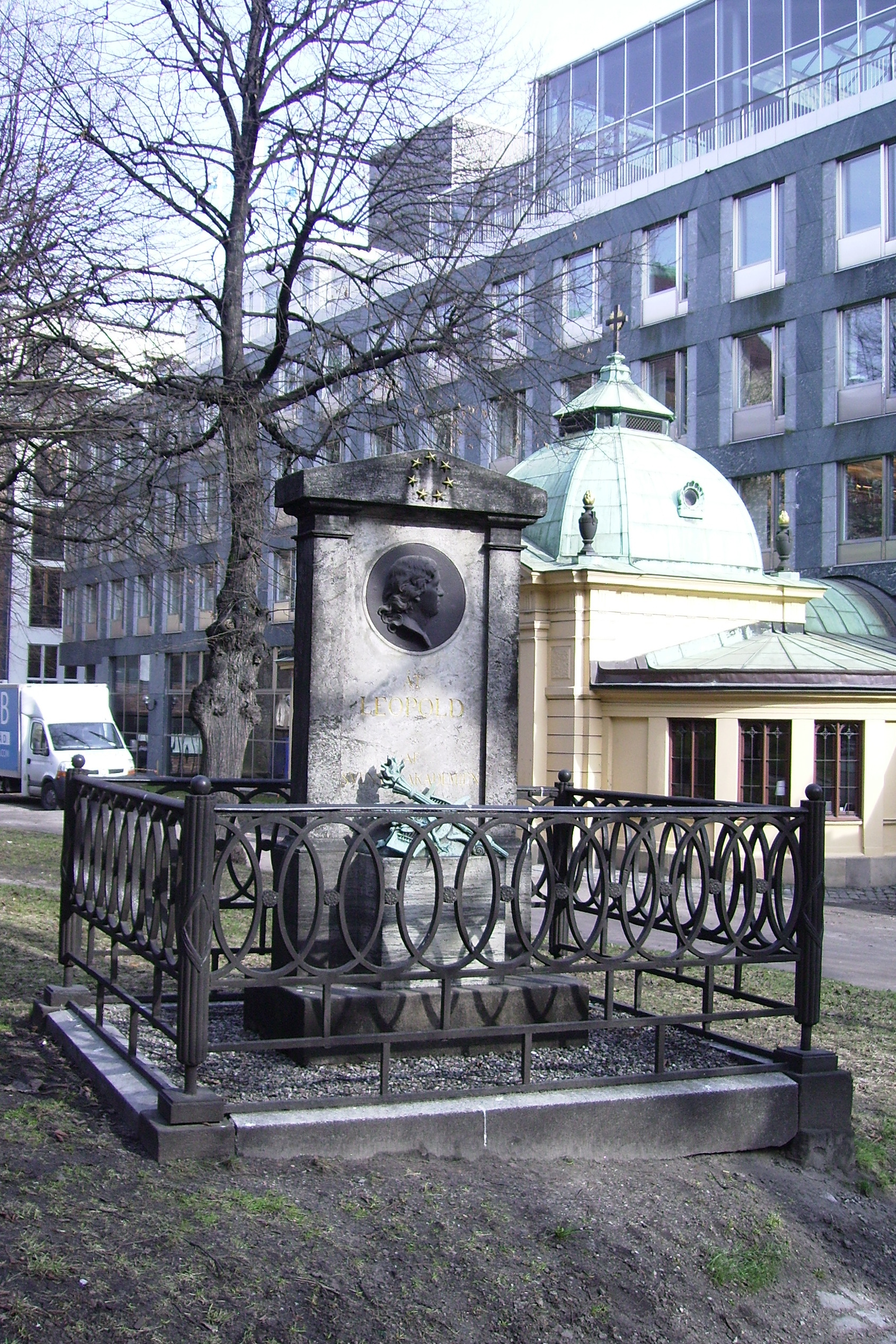
Nagrobek Carla Gustafa af Leopold
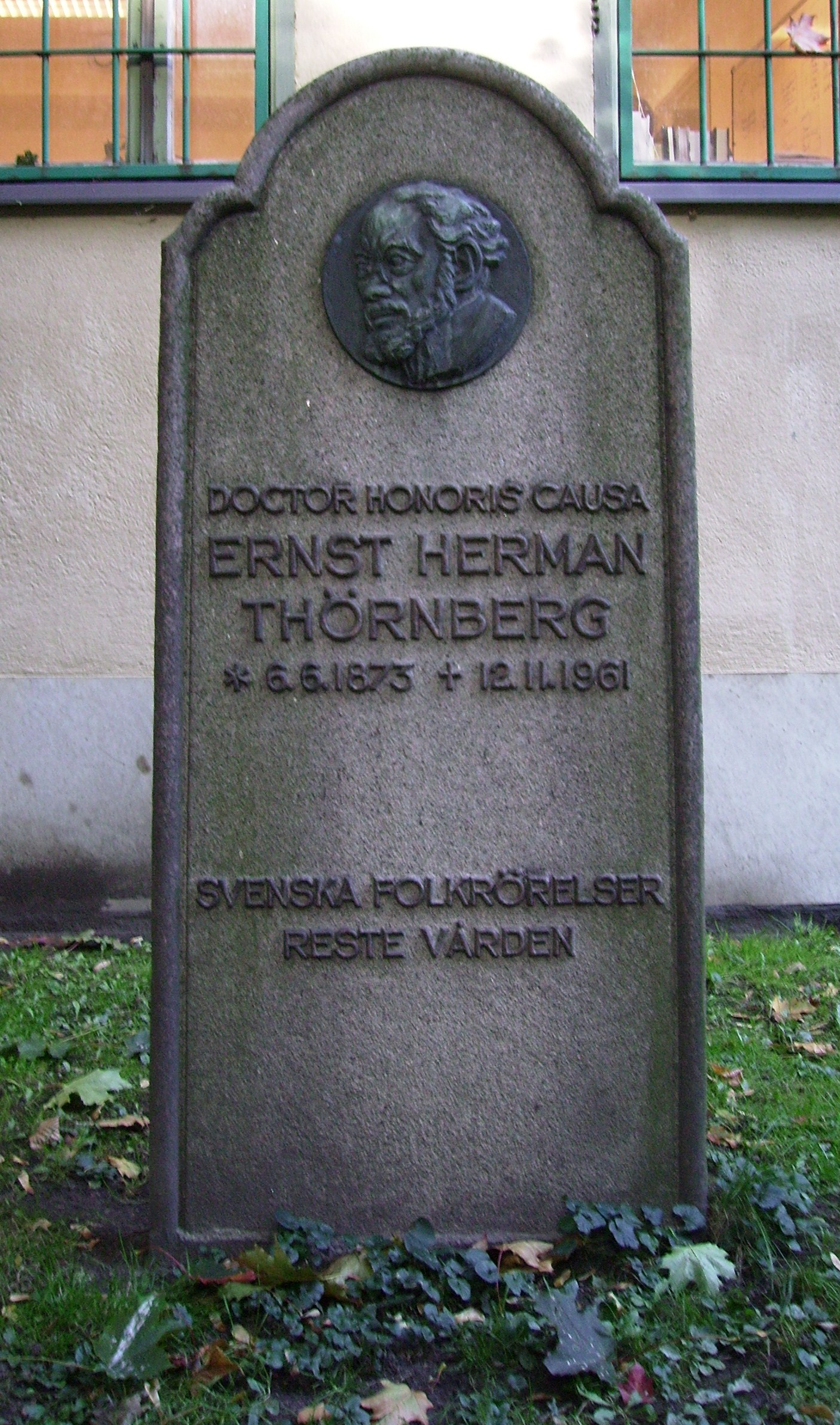
Nagrobek Ernsta Hermana Thörnberga

Przykościelny cmentarz, ogrodzony żelaznym parkanem, zachował w przeważającej części ten sam obszar co w XVII w., chociaż wokół niego rozciąga się nowoczesna zabudowa. Na cmentarzu znajdują się nagrobki m.in.: poety i kompozytora Carla Michaela Bellmana, poetki Anny Marii Lenngren, pisarza i poety Carla Gustafa af Leopold, polityka Gustafa Åkerhielma i pisarki Cajsy Warg.

## Działalność w kościele św. Klary
Kościół św. Klary stał się bazą dla zakrojonej na szeroką skalę pomocy dla potrzebujących w centrum Sztokholmu. Chodzi tu przede wszystkim o żywność i ubrania dla bezdomnych, pomoc dla ludzi uzależnionych, ulicznych prostytutek i uchodźców, a także jednostek znajdujących się pod wpływem stresu i chorych. W ramach pomocy duchowej oferowana jest: modlitwa, osobista rozmowa, odwiedziny osób skazanych w więzieniach.
Niesieniem pomocy zajmują się zarówno kapłani, diakoni, jak i wolontariusze. Pomoc koordynuje zrzeszenie S:ta Clara kyrkas vänner (pol. Przyjaciele św. Klary), będące częścią Evangeliska Fosterlands-Stiftelsen (EFS), organizacji o charakterze przebudzeniowym i niskokościelnym w ramach Kościoła Szwecji.
Zrzeszenie S:ta Clara kyrkas vänner zajmuje się również organizowaniem nabożeństw w kościele, prowadzi grupy zgłębiające Biblię i organizuje kursy o podstawach wiary chrześcijańskiej.